# Rezerwat przyrody Pieczyska (województwo wielkopolskie)
Rezerwat przyrody Pieczyska – florystyczny rezerwat przyrody położony w gminie Doruchów, powiecie ostrzeszowskim (województwo wielkopolskie).
Powierzchnia: 5,00 ha.
Został utworzony w 1959 roku w celu ochrony lasu mieszanego ze świerkiem pospolitym (Picea abies) i jodłą (Abies alba) w pobliżu granic ich zasięgu oraz śródleśnego torfowiska zarastającego brzozą (Betula sp.) i sosną (Pinus sp).

## Podstawa prawna
- Zarządzenie Ministra Leśnictwa i Przemysłu Drzewnego z dnia 5 maja 1959 r. w sprawie uznania za rezerwat przyrody (M. P. z 1959 r. Nr 51, Poz. 243)
- Obwieszczenie Wojewody Wielkopolskiego z dn. 4.10.2001 r. w sprawie ogłoszenia wykazu rezerwatów przyrody utworzonych do dn. 31.12.1998 r.
- Zarządzenie Nr 11/11 Regionalnego Dyrektora Ochrony Środowiska w Poznaniu z dnia 8 marca 2011 r. w sprawie rezerwatu przyrody „Pieczyska”